# International Champions Cup 2019
International Champions Cup 2019 là mùa giải thứ 7 của loạt trận đấu giao hữu bóng đá quốc tế được tổ chức vào mùa hè hàng năm.

## Danh sách đội tham dự
Tổng cộng có 12 đội tham dự giải đấu.
| Quốc gia    | Đội               |
| ----------- | ----------------- |
| Anh         | Arsenal           |
| Anh         | Manchester United |
| Anh         | Tottenham Hotspur |
| Đức         | Bayern Munich     |
| Ý           | Fiorentina        |
| Ý           | Inter Milan       |
| Ý           | Juventus          |
| Ý           | Milan             |
| Tây Ban Nha | Atlético Madrid   |
| Tây Ban Nha | Real Madrid       |
| Bồ Đào Nha  | Benfica           |
| Mexico      | Guadalajara       |

## Sân vận động
17 sân vận động diễn ra các trận đấu của giải International Champions Cup được công bố vào ngày 26 tháng 3 năm 2019.
| East Rutherford (Thành phố New York) | Landover (Washington, D.C.)                 | Charlotte                                   | Houston                                     | Santa Clara, California (Khu vực vịnh San Francisco) |
| ------------------------------------ | ------------------------------------------- | ------------------------------------------- | ------------------------------------------- | ---------------------------------------------------- |
| Sân vận động MetLife                 | FedExField                                  | Sân vận động Bank of America                | Sân vận động NRG                            | Sân vận động Levi's                                  |
| Sức chứa: 82.500                     | Sức chứa: 82.000                            | Sức chứa: 75.525                            | Sức chứa: 71.795                            | Sức chứa: 68.500                                     |
|                                      |                                             |                                             |                                             |                                                      |
| Foxborough (Boston)                  | International Champions Cup 2019 (Thế giới) | International Champions Cup 2019 (Thế giới) | International Champions Cup 2019 (Thế giới) | International Champions Cup 2019 (Thế giới)          |
| Sân vận động Gillette                | International Champions Cup 2019 (Thế giới) | International Champions Cup 2019 (Thế giới) | International Champions Cup 2019 (Thế giới) | International Champions Cup 2019 (Thế giới)          |
| Sức chứa: 65.878                     | International Champions Cup 2019 (Thế giới) | International Champions Cup 2019 (Thế giới) | International Champions Cup 2019 (Thế giới) | International Champions Cup 2019 (Thế giới)          |
|                                      | International Champions Cup 2019 (Thế giới) | International Champions Cup 2019 (Thế giới) | International Champions Cup 2019 (Thế giới) | International Champions Cup 2019 (Thế giới)          |
| Arlington (Dallas-Fort Worth)        | Carson (Los Angeles)                        | Harrison (Thành phố New York)               | Bridgeview (Chicago)                        | Thành phố Kansas                                     |
| Globe Life Park                      | Dignity Health Sports Park                  | Red Bull Arena                              | Sân vận động SeatGeek                       | Children's Mercy Park                                |
| Sức chứa: 48.114                     | Sức chứa: 27.000                            | Sức chứa: 25.000                            | Sức chứa: 20.000                            | Sức chứa: 18.467                                     |
|                                      |                                             |                                             |                                             |                                                      |

| Sân vận động Thiên niên kỷ | Sân vận động Tottenham Hotspur | Friends Arena    |
| Sức chứa: 73.931           | Sức chứa: 62.062               | Sức chứa: 54.329 |
|                            |                                |                  |

| Kallang                         | International Champions Cup 2019 (Thế giới) | Nam Kinh                   | Thượng Hải                     |
| ------------------------------- | ------------------------------------------- | -------------------------- | ------------------------------ |
| Sân vận động Quốc gia Singapore | International Champions Cup 2019 (Thế giới) | Trung tâm Thể thao Olympic | Sân vận động bóng đá Hồng Khẩu |
| Sức chứa: 55.000                | International Champions Cup 2019 (Thế giới) | Sức chứa: 61.443           | Sức chứa: 35.000               |
|                                 | International Champions Cup 2019 (Thế giới) |                            |                                |

## Các trận đấu
Lịch thi đấu được công bố ngày 28 tháng 3 năm 2019. Mỗi đội thi đấu 3 trận, tổng cộng có 18 trận.
| Fiorentina                 | 2–1      | Guadalajara |
| -------------------------- | -------- | ----------- |
| - Simeone 27' - Sottil 52' | Chi tiết | - López 25' |

| Arsenal                              | 2–1      | Bayern Munich     |
| ------------------------------------ | -------- | ----------------- |
| - Poznanski 49' (l.n.) - Nketiah 88' | Chi tiết | - Lewandowski 71' |

| Manchester United | 1–0      | Inter Milan |
| ----------------- | -------- | ----------- |
| - Greenwood 76'   | Chi tiết |             |

| Benfica                                        | 3–0      | Guadalajara |
| ---------------------------------------------- | -------- | ----------- |
| - De Tomás 4' - Rafa Silva 70' - Seferović 73' | Chi tiết |             |

| Arsenal                          | 3–0      | Fiorentina |
| -------------------------------- | -------- | ---------- |
| - Nketiah 15', 65' - Willock 89' | Chi tiết |            |

| Bayern Munich                                | 3–1      | Real Madrid   |
| -------------------------------------------- | -------- | ------------- |
| - Tolisso 15' - Lewandowski 67' - Gnabry 69' | Chi tiết | - Rodrygo 84' |

| Juventus                    | 2–3      | Tottenham Hotspur                     |
| --------------------------- | -------- | ------------------------------------- |
| - Higuaín 56' - Ronaldo 60' | Chi tiết | - Lamela 30' - Lucas 65' - Kane 90+3' |

| Real Madrid                       | 2–2      | Arsenal                                    |
| --------------------------------- | -------- | ------------------------------------------ |
| - Bale 56' - Asensio 59'          | Chi tiết | - Lacazette 10' (ph.đ.) - Aubameyang 24'   |
| Loạt sút luân lưu                 |          |                                            |
| - Bale - Isco - Varane - Vinícius | 3–2      | - Nelson - Xhaka - Saka - Monreal - Burton |

| Bayern Munich    | 1–0      | Milan |
| ---------------- | -------- | ----- |
| - Goretzka 45+3' | Chi tiết |       |

| Guadalajara                                                 | 0–0      | Atlético Madrid                                          |
| ----------------------------------------------------------- | -------- | -------------------------------------------------------- |
|                                                             | Chi tiết |                                                          |
| Loạt sút luân lưu                                           |          |                                                          |
| - Ponce - Briseño - González - Huerta - Beltrán - Cervantes | 4–5      | - Correa - Herrera - Šaponjić - Felipe - Moya - Sanabria |

| Juventus                                                    | 1–1      | Inter Milan                                                  |
| ----------------------------------------------------------- | -------- | ------------------------------------------------------------ |
| - Ronaldo 68'                                               | Chi tiết | - De Ligt 10' (l.n.)                                         |
| Loạt sút luân lưu                                           |          |                                                              |
| - Cancelo - Ronaldo - Can - Rabiot - Bernardeschi - Demiral | 4–3      | - Ranocchia - Puşcaş - Longo - João Mário - Barella - Valero |

| Fiorentina     | 1–2      | Benfica                     |
| -------------- | -------- | --------------------------- |
| - Vlahović 29' | Chi tiết | - Seferović 9' - Caio 90+3' |

| Tottenham Hotspur | 1–2      | Manchester United         |
| ----------------- | -------- | ------------------------- |
| - Lucas 65'       | Chi tiết | - Martial 21' - Gomes 80' |

| Real Madrid                                       | 3–7      | Atlético Madrid                                                        |
| ------------------------------------------------- | -------- | ---------------------------------------------------------------------- |
| - Nacho 59' - Benzema 85' (ph.đ.) - Hernández 89' | Chi tiết | - Costa 1', 28', 45' (ph.đ.), 51' - Félix 8' - Correa 19' - Vitolo 70' |

| Milan | 0–1      | Benfica       |
| ----- | -------- | ------------- |
|       | Chi tiết | - Taarabt 70' |

| Manchester United                             | 2–2      | Milan                                                 |
| --------------------------------------------- | -------- | ----------------------------------------------------- |
| - Rashford 14' - Lingard 72'                  | Chi tiết | - Suso 26' - Lindelöf 60' (l.n.)                      |
| Loạt sút luân lưu                             |          |                                                       |
| - Lingard - Young - Greenwood - Gomes - James | 5–4      | - Çalhanoğlu - Bonaventura - Silva - Krunić - Maldini |

| Tottenham Hotspur                                | 1–1      | Inter Milan                                            |
| ------------------------------------------------ | -------- | ------------------------------------------------------ |
| - Lucas 3'                                       | Chi tiết | - Sensi 36'                                            |
| Loạt sút luân lưu                                |          |                                                        |
| - Eriksen - Son - Nkoudou - Alderweireld - Skipp | 3–4      | - Pușcaș - Ranocchia - Dimarco - Politano - João Mário |

| Atlético Madrid         | 2–1      | Juventus      |
| ----------------------- | -------- | ------------- |
| - Lemar 24' - Félix 33' | Chi tiết | - Khedira 29' |

## Bảng xếp hạng
12 đội được xếp hạng dựa trên kết quả các trận. Đội thắng trong 1 trận giành được 3 điểm, 0 điểm nếu thua. Thắng nhờ sút luân lưu được 2 điểm, thua sút luân lưu được 1 điểm.

| VT | Đội               | Tr | T | PW | PL | B | BT | BB | BHS | Đ | Kết quả chung cuộc                       |
| -- | ----------------- | -- | - | -- | -- | - | -- | -- | --- | - | ---------------------------------------- |
| 1  | Benfica (C)       | 3  | 3 | 0  | 0  | 0 | 6  | 1  | +5  | 9 | Vô địch International Champions Cup 2019 |
|    |                   |    |   |    |    |   |    |    |     |   |                                          |
| 2  | Atlético Madrid   | 3  | 2 | 1  | 0  | 0 | 9  | 4  | +5  | 8 |                                          |
| 3  | Manchester United | 3  | 2 | 1  | 0  | 0 | 5  | 3  | +2  | 8 |                                          |
| 4  | Arsenal           | 3  | 2 | 0  | 1  | 0 | 7  | 3  | +4  | 7 |                                          |
| 5  | Bayern Munich     | 3  | 2 | 0  | 0  | 1 | 5  | 3  | +2  | 6 |                                          |
| 6  | Tottenham Hotspur | 3  | 1 | 0  | 1  | 1 | 5  | 5  | 0   | 4 |                                          |
| 7  | Inter Milan       | 3  | 0 | 1  | 1  | 1 | 2  | 3  | −1  | 3 |                                          |
| 8  | Fiorentina        | 3  | 1 | 0  | 0  | 2 | 3  | 6  | −3  | 3 |                                          |
| 9  | Juventus          | 3  | 0 | 1  | 0  | 2 | 4  | 6  | −2  | 2 |                                          |
| 10 | Real Madrid       | 3  | 0 | 1  | 0  | 2 | 6  | 12 | −6  | 2 |                                          |
| 11 | Milan             | 3  | 0 | 0  | 1  | 2 | 2  | 4  | −2  | 1 |                                          |
| 12 | Guadalajara       | 3  | 0 | 0  | 1  | 2 | 1  | 5  | −4  | 1 |                                          |

## Phát sóng
Tất cả 18 trận được phát sóng trực tiếp cho các vùng chưa mua bản quyền và các chi tiết nổi bật cũng được phát toàn thế giới thông qua website chính thức của ICC.
| Quốc gia/vùng lãnh thổ | Mạng phát sóng                                     | Ghi chú | TK     |
| ---------------------- | -------------------------------------------------- | --- | ------ |
| Úc                     | SBS                                                | Trực tiếp tất cả 18 trận trên web và ứng dụng, 17 trên 18 trận trực tiếp trên Viceland                                | [ 25 ] |
| Úc                     | Kayo Sports                                        | Trực tiếp tất cả 18 trận                                                                                              | [ 25 ] |
| Úc                     | beIN Sports                                        | Trực tiếp tất cả 18 trận                                                                                              | [ 26 ] |
| Pháp                   | beIN Sports                                        | Trực tiếp tất cả 18 trận                                                                                              |        |
| New Zealand            | beIN Sports                                        | Trực tiếp tất cả 18 trận                                                                                              |        |
| Azerbaijan             | CBC                                                | Trực tiếp một số trận trên CBC Sport                                                                                  | [ 27 ] |
| DACH                   | Sport1                                             | Trực tiếp 10 trên 18 trận (bao gồm 3 trận đấu của Bayern)                                                             | [ 28 ] |
| DACH                   | OneFootball                                        | Trực tiếp tất cả 18 trận                                                                                              | [ 28 ] |
| Canada                 | DAZN                                               | Trực tiếp tất cả 18 trận                                                                                              |        |
| Nhật Bản               | DAZN                                               | Trực tiếp tất cả 18 trận                                                                                              | [ 29 ] |
| Balkans                | Sport Klub                                         | Trực tiếp tất cả 18 trận                                                                                              |        |
| Bỉ                     | Eleven Sports                                      | Trực tiếp tất cả 18 trận                                                                                              | [ 30 ] |
| Luxembourg             | Eleven Sports                                      | Trực tiếp tất cả 18 trận                                                                                              | [ 30 ] |
| Brasil                 | Grupo Record                                       | Trực tiếp tất cả 18 trận trên Play Plus, 17 trận trên Record News                                                     | [ 31 ] |
| Brasil                 | Fox Sports                                         | Trực tiếp tất cả 18 trận                                                                                              | [ 32 ] |
| Brunei                 | Astro                                              | Trực tiếp tất cả 18 trận trên SuperSport (tiếng Anh), Arena (tiếng Malaysia), Astro GO, và NJOI Now.                  | [ 33 ] |
| Malaysia               | Astro                                              | Trực tiếp tất cả 18 trận trên SuperSport (tiếng Anh), Arena (tiếng Malaysia), Astro GO, và NJOI Now.                  | [ 33 ] |
| Caribbean              | Digicel                                            | Trực tiếp tất cả 18 trận trên Sportsmax.                                                                              | [ 34 ] |
| Caribbean              | DirecTV Sports                                     | Trực tiếp tất cả 18 trận. Không phát ở Bolivia, Brazil, và Paraguay.                                                  |        |
| Nam Mỹ                 | DirecTV Sports                                     | Trực tiếp tất cả 18 trận. Không phát ở Bolivia, Brazil, và Paraguay.                                                  | [ 35 ] |
| Puerto Rico            | DirecTV Sports                                     | Trực tiếp tất cả 18 trận. Không phát ở Bolivia, Brazil, và Paraguay.                                                  |        |
| ESPN                   | Trực tiếp tất cả 18 trận tiếng Anh và Tây Ban Nha. | |        |
| ESPN                   | Trực tiếp tất cả 18 trận tiếng Anh và Tây Ban Nha. | Belize |        |
| ESPN                   | Trực tiếp tất cả 18 trận tiếng Anh và Tây Ban Nha. | Trung Mỹ | [ 36 ] |
| ESPN                   | Trực tiếp tất cả 18 trận tiếng Anh và Tây Ban Nha. | Mexico | [ 37 ] |
| ESPN                   | Trực tiếp tất cả 18 trận tiếng Anh và Tây Ban Nha. | Hoa Kỳ | [ 38 ] |
| Trung Quốc             | CCTV                                               | Trực tiếp tất cả 18 trận                                                                                              |        |
| Trung Quốc             | PPTV                                               | Trực tiếp tất cả 18 trận                                                                                              |        |
| Cyprus                 | CytaVision                                         | Trực tiếp tất cả 18 trận                                                                                              |        |
| Eurasia                | Setanta Sports                                     | Trực tiếp tất cả 18 trận                                                                                              |        |
| Hy Lạp                 | Nova Sports                                        | Trực tiếp tất cả 18 trận                                                                                              | [ 39 ] |
| Hồng Kông              | TVB                                                | Trực tiếp tất cả 18 trận trên MyTV Super, 9 trận (bao gồm 7 trận ngoài Hoa Kỳ) trên TVB Finance & Information Channel | [ 40 ] |
| Iceland                | 365                                                | Trực tiếp tất cả 18 trận trên Stöð 2 Sport                                                                            |        |
| Indonesia              | TVRI                                               | Tất cả 18 trận trên cả đài quốc gia và kênh thể thao.                                                                 | [ 41 ] |
| Indonesia              | Mola TV                                            | Trực tiếp tất cả 18 trận                                                                                              | [ 42 ] |
| Timor Leste            | Mola TV                                            | Trực tiếp tất cả 18 trận                                                                                              |        |
| Iran                   | IRIB                                               | Trực tiếp một số trận trên IRIB Varzesh                                                                               | [ 43 ] |
| Iran                   | Varzesh TV Farsi                                   | Trực tiếp một số trận                                                                                                 | [ 44 ] |
| Ireland                | Eir Sport                                          | Trực tiếp 15/18 trận                                                                                                  |        |
| Ireland                | MUTV                                               | Trực tiếp 3 trận của MU                                                                                               |        |
| Vương quốc Anh         | MUTV                                               | Trực tiếp 3 trận của MU                                                                                               |        |
| Premier Sports         | Trực tiếp 15/18 trận                               | [ 45 ] [ 46 ] |        |
| Ý                      | Sportitalia                                        | Trực tiếp tất cả 18 trận                                                                                              | [ 47 ] |
| Hàn Quốc               | SPOTV                                              | Trực tiếp tất cả 18 trận                                                                                              | [ 48 ] |
| Malta                  | GO                                                 | Trực tiếp tất cả 18 trận trên TSN                                                                                     |        |
| Ba Lan                 | Polsat                                             | Trực tiếp tất cả 18 trận trên Polsat Sport                                                                            | [ 49 ] |
| Bồ Đào Nha             | Sport TV                                           | Trực tiếp tất cả 18 trận                                                                                              | [ 50 ] |
| Nga                    | Match TV                                           | Trực tiếp tất cả 18 trận                                                                                              |        |
| Scandinavia            | Strive                                             | Trực tiếp tất cả 18 trận                                                                                              | [ 51 ] |
| Singapore              | Mediacorp                                          | Trực tiếp tất cả 18 trận trên Toggle. Phát lại một số trận trùng ngày (2 trận ở Singapore) trê Channel 5.             | [ 52 ] |
| Tây Ban Nha            | Mediapro                                           | Trực tiếp tất cả 18 trận trên LaLiga TV. Một số trận ở Gol.                                                           | [ 53 ] |
| Tây Ban Nha            | Real Madrid TV                                     | Trực tiếp 3 trận của Real Madrid                                                                                      | [ 54 ] |
| Sub-Saharan Africa     | StarTimes                                          | Trực tiếp tất cả 18 trận trên World Football, Sport Premium, và StarTimes trên web và ứng dụng                        | [ 55 ] |
| Tajikistan             | Televizioni Tojikiston                             | Trực tiếp tất cả 18 trận trên Varzish và Futbol                                                                       |        |
| Thái Lan               | PPTV                                               | Trực tiếp tất cả 18 trận                                                                                              | [ 56 ] |
| Thổ Nhĩ Kỳ             | TRT                                                | Trực tiếp tất cả 18 trận trên web, 17 trực tiếp và 1 trận phát lại trên Sport.                                        |        |
| Việt Nam               | FPT                                                | Trực tiếp tất cả 18 trận                                                                                              | [ 57 ] |
| Việt Nam               | MyTv                                               | Trực tiếp tất cả 18 trận                                                                                              |        |
| Việt Nam               | MyTv Net                                           | Trực tiếp tất cả 18 trận                                                                                              |        |